# Alcyonium glomeratum
Alcyonium glomeratum är en korallart som först beskrevs av Hassell 1843.  Alcyonium glomeratum ingår i släktet Alcyonium och familjen läderkoraller. Inga underarter finns listade i Catalogue of Life.